# 薛鸿陆
薛鸿陆（1927年—），男，江苏江阴人，中国爆炸力学家，曾任国防科学技术大学教授、博士生导师。